# 王磊 (1962年9月)
王磊，天津人，中共党员，南开大学教授，主要从事细菌致病机理及与宿主的相互作用机制等方向的研究，任中华人民共和国教育部第五批"长江学者"特聘教授，享受中国国务院政府特殊津贴。